# Watigny
Watigny település Franciaországban, Aisne megyében. Lakosainak száma 359 fő (2022. január 1.). Watigny Any-Martin-Rieux, Leuze, Martigny, Saint-Michel, La Neuville-aux-Joûtes, Signy-le-Petit és Momignies községekkel határos.

## Népesség
A település népessége az elmúlt években az alábbi módon változott:
| Lakosok száma | 449  | 403  | 418  | 365  | 371  | 374  | 379  | 379  | 378  | 359  |
|               | 1968 | 1982 | 1990 | 2006 | 2013 | 2015 | 2017 | 2019 | 2020 | 2022 |